# Klukkufjall
Klukkufjall är en bergstopp i republiken Island. Den ligger i regionen Norðurland eystra, 250 km nordost om huvudstaden Reykjavík. Toppen på Klukkufjall är 671 meter över havet, eller 83 meter över den omgivande terrängen. Bredden vid basen är 1,6 km.
Trakten runt Klukkufjall är nära nog obefolkad, med mindre än två invånare per kvadratkilometer. Det finns inga samhällen i närheten. Trakten runt Klukkufjall består i huvudsak av gräsmarker.